# 但杜宇
但杜宇（1897年—1972年），原名但祖龄，祖籍贵州广顺，生于江西南昌，中国近代电影导演。但明伦之曾孙。妻殷明珠，為殷兆鏞的曾孫女。

## 生平
早年到上海，以绘画为生，所绘美女月份牌大受欢迎并因此闻名。1920年创办上海影戏公司，开拍故事片《海誓》。之后导演30余部影片，其中一部分还兼为编剧和摄影。1931年并入联华影业公司。1934年曾为艺华公司导片。1935年，恢复上海影戏公司，有电影多面手之称，影片有浓厚的唯美主义倾向和欧化色彩。1937年抗日战争爆发后，公司与摄影场遭到毁灭。他举家迁居香港，复以卖画为生。后密辗转桂林、重慶、成都等地，抗日战争结束后返港，在大中华公司执导两部影片后退出影坛。他與妻子殷明珠有兩個女兒，長女但慶蘋是影星馮應湘的繼室，幼女但茱迪是1952年度香港小姐競選冠軍及1952年環球小姐殿軍。